# شان والش
شان والش (انگلیسی: Seann Walsh؛ زادهٔ ۲ دسامبر ۱۹۸۵) کمدین و بازیگر اهل بریتانیا است.
از فیلم‌ها یا مجموعه‌های تلویزیونی که وی در آن‌ها نقش داشته‌است، می‌توان به برنامه جاناتان راس، بیا خیلی برقص و حرکت اشتباه اشاره نمود.